# Tamara Adrián
Pour les articles homonymes, voir Adrian.
Tamara Adrián, née le 20 février 1954 à Caracas, est une femme politique vénézuélienne, élue à l'Assemblée nationale du Venezuela lors des élections législatives vénézuéliennes de 2015.

## Biographie
Tamara Adrián est considérée comme la première personne transgenre élue au Venezuela et l'une des premières personnes transgenres membre d'une assemblée législative nationale dans le monde occidental. Les médias la présentent initialement comme la première parlementaire transgenre du continent américain, corrigeant ensuite cette information, dans la mesure où Michelle Suárez Bértora avait déjà été élue au Sénat de l'Uruguay en 2014,.
Sous l'impulsion de son fondateur Leopoldo López, elle s'engage au sein du parti Volonté populaire, situé dans l'opposition au gouvernement de Nicolás Maduro (PSUV). Elle prête serment à l'Assemblée nationale du Venezuela le 14 janvier 2015. Au cours de son mandat, elle entend promouvoir un accès approprié aux archives publiques sur l’identité, le mariage de même sexe et les droits de l'homme. 
Avant son élection à la législature vénézuélienne, elle avait travaillé comme avocate et militante LGBT notamment comme membre du conseil d’administration de l'Association internationale des lesbiennes, gays, bisexuels, trans et intersexes et du comité d’organisation de la Journée mondiale contre l'homophobie, la transphobie et la biphobie. Elle est également professeure de droit. Elle a été obligée d'enregistrer sa candidature sous son nom de naissance masculin, car la loi vénézuélienne ne permet pas à une personne transgenre de modifier légalement son nom.
Début 2016, un film intitulé Tamara tourné par Elia Schneider, inspiré de sa vie, sort au Venezuela.

## Récompenses
- 2009 : prix Luis Maria Olaso par l'Human Rights Foundation[8]
- 2018 : prix Future of Manhood de l'association brésilienne Promundo[9]